# مارتا جونز
مارتا جونز نام شخصیتی در سریال علمی تخیلی دکتر هو است که توسط فریما اگیمن بازی می‌شود. خالق این شخصیت راسل تی دیویس است.
مارتا دومین همراه دکتر دهم است. او در فیلم یک دانش جوی پزشکی است.